# Odrodzenie (komiks)
Odrodzenie (tytuł oryginału: Revival) – amerykańska seria komiksowa autorstwa Tima Seeleya (scenariusz) i Mike’a Nortona (rysunki), wydawana w formie miesięcznika przez Image Comics od lipca 2012 do lutego 2017 (łącznie ukazało się 47 zeszytów). W Polsce ukazała się w formie tomów zbiorczych nakładem wydawnictwa Non Stop Comics w latach 2017–2020.

## Fabuła
Utrzymana w konwencjach horroru, science fiction i kryminału, seria Odrodzenie opowiada historię policjantki Dany Cypress i jej siostry Em, która po śmierci powróciła do życia, podobnie jak wiele innych osób w okolicy małego miasteczka Wausau w Wisconsin. Em została wcześniej zamordowana, a Dana, która prowadzi śledztwo w sprawie odżyłych ludzi, utrzymuje w tajemnicy fakt, że siostra znowu żyje, i stara się wyjaśnić jej śmierć.   

## Tomy zbiorcze
| Tom | Tytuł i rok wydania polskiego      | Tytuł i rok wydania oryginalnego    | Zawartość             |
| --- | ---------------------------------- | ----------------------------------- | --------------------- |
| 1   | Jesteś wśród przyjaciół (2017)     | You're Among Friends (2012)         | Revival zeszyty 1–5   |
| 2   | Życie ma sens (2018)               | Live Like You Mean It (2013)        | Revival zeszyty 6–11  |
| 3   | Odległe miejsce (2018)             | A Faraway Place (2014)              | Revival zeszyty 12–17 |
| 4   | Ucieczka do Wisconsin (2019)       | Escape to Wisconsin (2014)          | Revival zeszyty 18–23 |
| 5   | Wezbrane wody (2019)               | Gathering of Waters (2015)          | Revival zeszyty 24–29 |
| 6   | Lojalni synowie i córki (2019)     | Thy Loyal Sons & Daughters (2016)   | Revival zeszyty 30–35 |
| 7   | Naprzód! (2020)                    | Forward (2016)                      | Revival zeszyty 36–41 |
| 8   | Zostań jeszcze przez chwilę (2020) | Stay Just A Litte Bit Longer (2017) | Revival zeszyty 42–47 |